# Ralph Jean-Louis
Ralph Jean-Louis (né le 11 septembre 1968) est un footballeur international puis entraîneur seychellois. Il évolue au poste de milieu de terrain jusqu'au début des années 2000 notamment au Saint-Michel United. International seychellois de 1990 à 2000, il est médaillé de bronze aux Jeux des îles de l'océan Indien 1990 et 1998.
Devenu entraîneur, il dirige Saint-Michel United de 2006 à 2010 et remporte trois titres de champion. Il dirige en 2011 la sélection seychelloise qui gagne la médaille d'or aux Jeux des îles 2011. Il est depuis 2013 de nouveau entraîneur de Saint Michel United.

## Biographie
Ralph Jean-Louis joue dans les clubs seychellois de Bel Air et Anse-aux-Pins FC, avant la régionalisation, et de 1993 à 2003 à Saint-Michel United,. Milieu de terrain, il est international seychellois de 1990 à 2000 et est médaillé de bronze aux Jeux des îles 1990 et 1998.
Il devient ensuite entraîneur de Saint Michel United en 2006. Le club termine vice-champion en 2006 et remporte la Coupe des Seychelles et la Coupe de la Ligue. Les années suivantes, le club domine le football seychellois et gagne, sous son autorité, trois championnats, quatre coupes nationales et Coupes du Président ainsi que trois Coupes de la Ligue.
La Fédération le nomme en janvier 2011 au poste de sélectionneur en remplacement de l'Anglais Andrew Amers-Morrison, recruté à la suite d'une erreur de patronyme. Il a pour objectif d'atteindre la finale des Jeux 2011, disputés à domicile, et de la remporter. En l'emportant sur Maurice en finale, les « Pirates » atteignent l'objectif fixé et la sélection passe alors de la 199e place du classement FIFA à la 175e. Après l'élimination au premier tour des qualifications à la Coupe du monde 2014 par le Kenya, il quitte son poste en décembre 2011. Il redevient en 2013 entraîneur de Saint Michel United. En septembre, Ralph Jean-Louis est de nouveau nommé sélectionneur de l'équipe nationale, il continue à diriger en même temps l'équipe de Saint-Michel United jusqu'à la fin de l'année,.

## Palmarès

### Joueur
Ralph Jean-Louis remporte avec Saint-Michel United le Champion des Seychelles en 1996, 1997, 1999, 2000 et 2002. Avec ce club, il termine également vice-champion en 1995, 1998 et  2001. Il gagne la Coupe des Seychelles en 1997, 1998 et 2001 et la Coupe du Président en 1996, 1997, 1998, 2000 et 2001.
Avec la sélection, il est médaillé de bronze aux Jeux des îles 1990 et 1998.

### Entraîneur
Avec Saint-Michel United, il remporte le championnat des Seychelles en 2007, 2008 et 2010 et termine vice-champion en 2006 et 2009. Il gagne également la Coupe des Seychelles en 2006, 2007, 2008, 2009, la Coupe du Président en 2006, 2007, 2009 et 2010, il est également finaliste de cette compétition en 2008. Il remporte aussi la Coupe de la Ligue en 2008, 2009 et 2010.